# Międzylesie (Ostróda)
Pour les articles homonymes, voir Międzylesie (homonymie).
Międzylesie est un village polonais de la voïvodie de Varmie-Mazurie, dans le powiat d'Ostróda.